# Teodoción
Teodoción fue un prosélito judío, helenista, que tradujo la Biblia hebrea al griego. Aunque no se tienen datos precisos sobre las fechas y hechos de su vida, los expertos estiman que vivió entre finales del siglo I y finales del siglo II. Ireneo de Lyon lo llama Teodoción de Éfeso.

## Obra
Se discute si Teodoción tenía meramente el objetivo de revisar la traducción de la Septuaginta o si trabajó completamente con manuscritos hebreos que representaban tradiciones paralelas.
Orígenes utilizó la  kaigé para llenar las lagunas de la Septuaginta en algunos pasajes, como por ejemplo 1Samuel 17:12 ss.; Jeremías 33:14-26,39:4-13 y varios del Libro de Job. Los códices cristianos progresivamente desecharon la traducción del Libro de Daniel de la Septuaginta y la sustituyeron con la de la kaigé y San Jerónimo lo explica en su prefacio de Daniel, afirmando que la traducción anterior de este libro era muy defectuosa. Las huellas de la traducción de Teodoción también se notan en las versiones y traducciones posteriores de la Biblia, en 2Samuel 10:1-24:25 y 1Reyes 1:1-11:43, por ejemplo. La kaigé  es la versión que sirve de fuente para las citas del Antiguo Testamento en el Pastor de Hermas y en Trypho, de Justino Mártir.
Como Teodoción prefiere transliterar los nombres hebreos de plantas, animales, ornamentos rituales y ciertas palabras de significado incierto, en vez de traducirlas, su lectura fue calificada como "difícil", por algunos editores renacentistas (por ejemplo Bernard de Montfaucon).